# Juan Francisco de Güemes
Juan Francisco de Güemes y Horcasitas (Reinosa, 16 de mayo de 1681 - Madrid, 27 de noviembre de 1766) fue un noble, militar y administrador virreinal español. Como capitán general de la Capitanía General de Cuba (1734-1746), creó la Compañía de Comercio de La Habana (1738-1740) y expulsó a los británicos de Cuba y de Florida. Fue virrey  de la Nueva España del 9 de julio de 1746 al 9 de noviembre de 1755. Fomentó la colonización de California y la pacificación de Sonora y Nuevo Santander. Su hijo fue Juan Vicente de Güemes Pacheco y Padilla, II conde de Revilla Gigedo.

## Carrera militar

Escudo primitivo de los condes de Revilla Gigedo (grande de España).

Juan Francisco de Güemes y Horcasitas fue el primer conde de Revilla Gigedo (en algunas ocasiones es escrito como Revillagigedo) y un militar ejemplar de la armada española. Participó en el sitio de Gibraltar de 1727 y en la conquista de la ciudad de Orán en 1732. En el año de 1734 fue nombrado Capitán General de La Habana, donde organizó de manera efectiva los ataques contra los ingleses. Organizó, también, la caballería y de igual forma se dio a la tarea de remozar las fortificaciones en la isla. Mientras se encontraba desempeñando este cargo de Capitán General, fue nombrado Virrey de la Nueva España.

## Virrey de la Nueva España
En su nuevo cargo, presidió en la capital de la Nueva España los funerales en honor del rey Felipe V, proclamando al nuevo rey Fernando VI. Durante su gobierno, Güemes fomentó e impulsó la colonización de los reinos de Nuevo Santander (lo que hoy se conoce como Tamaulipas) y la Alta California. Bajo su mando el entonces coronel José de Escandón organizó y estableció once localidades pobladas por peninsulares e indígenas y se establecieron de igual forma cuatro misiones, algunas de las cuales fueron nombradas en honor al virrey y su esposa, María Josefa Llera, y del propio coronel. Por esta acción Escandón fue recompensado por sus servicios a la corona con el título de conde de Sierra Gorda.
Hacia el año de 1750 la hambruna que sufrieron las ciudades mineras de Guanajuato y Zacatecas fue seguida por una epidemia. Al año siguiente estalló una rebelión entre los indios Pima en Sonora y, como medida para reprimirla, fueron creados presidios en las zonas de Altar y Tubac.
El 13 de mayo de 1752, un eclipse total de sol fue observado en la Nueva España, causando una consternación en gran parte de la población, que lo recibió como un presagio de mal augurio.

## Reformas bajo su administración
Llevó a cabo una importante reforma en la hacienda del virreinato en el año de 1746. Debido a que una importante acuñación de moneda fue enviada a la metrópoli, ordenó la emisión de una cantidad de 150,000 pesos para su circulación en el Territorio de la Florida ese mismo año. Revillagigedo volvió a autorizar los juegos de cartas, que habían sido prohibidos por su predecesor, como una medida para obtener un rédito de los impuestos.
Otra medida importante fue tomada en contra del contrabando desmedido en los puertos novohispanos, ordenando la inspección de las naves que atracaran en estos. Dicha medida fue considerada como inútil, puesto que los contrabandistas utilizaban pequeños botes haciendo uso de las playas y bahías desiertas, haciendo llegar las mercancías ilegales a los cómplices que se establecieron en la colonia. Debido a que las mercancías no eran españolas y ante las constantes quejas de los comerciantes peninsulares con la Corona, España decide romper las relaciones con la Liga Hanseática. El virrey entonces prohibió que los barcos que formaban parte de dicha liga anclaran en aguas del puerto de la ciudad fortificada de Veracruz. Tras este recurso legal, una enorme cantidad de mercancías fueron bloqueadas y el contrabando se eliminó. Se dijo que incluso el virrey utilizó algunas de las prendas originarias de Flandes e Inglaterra que formaron parte de estas mercancías.
Güemes y Horcasitas se ganó una buena reputación como un gobernante eficiente y honorable. Tomó medidas para que los empleados del gobierno cumplieran con sus cargos. Aumentó los réditos del gobierno, aunque el rédito de las minas disminuyó debido a la escasez de mercurio para extraer la plata. También aumentó el tamaño de la flota de protección mercante en la ruta naval de Veracruz y de La Habana.
Con la expansión del comercio y el final de la piratería, tras el fin de la guerra contra Inglaterra, el mercurio proveniente de las minas de España comenzó a llegar al territorio novohispano en grandes cantidades, con lo que se volvió a incrementar la producción de plata en la colonia.
Reorganizó también la administración y gerencia de los documentos oficiales; y solicitó que los asuntos de índole civil y religiosa fueran consideradas cada una independiente de la otra. La primera reforma es considerada como parte de la fundación del actual Archivo General de la Nación.
Lo acusaron de acumular una cuantiosa fortuna personal mientras mantuvo su cargo, pero cuando se fue, dejó un exceso grande en la Hacienda, y una abundancia de almacenes y de provisiones.

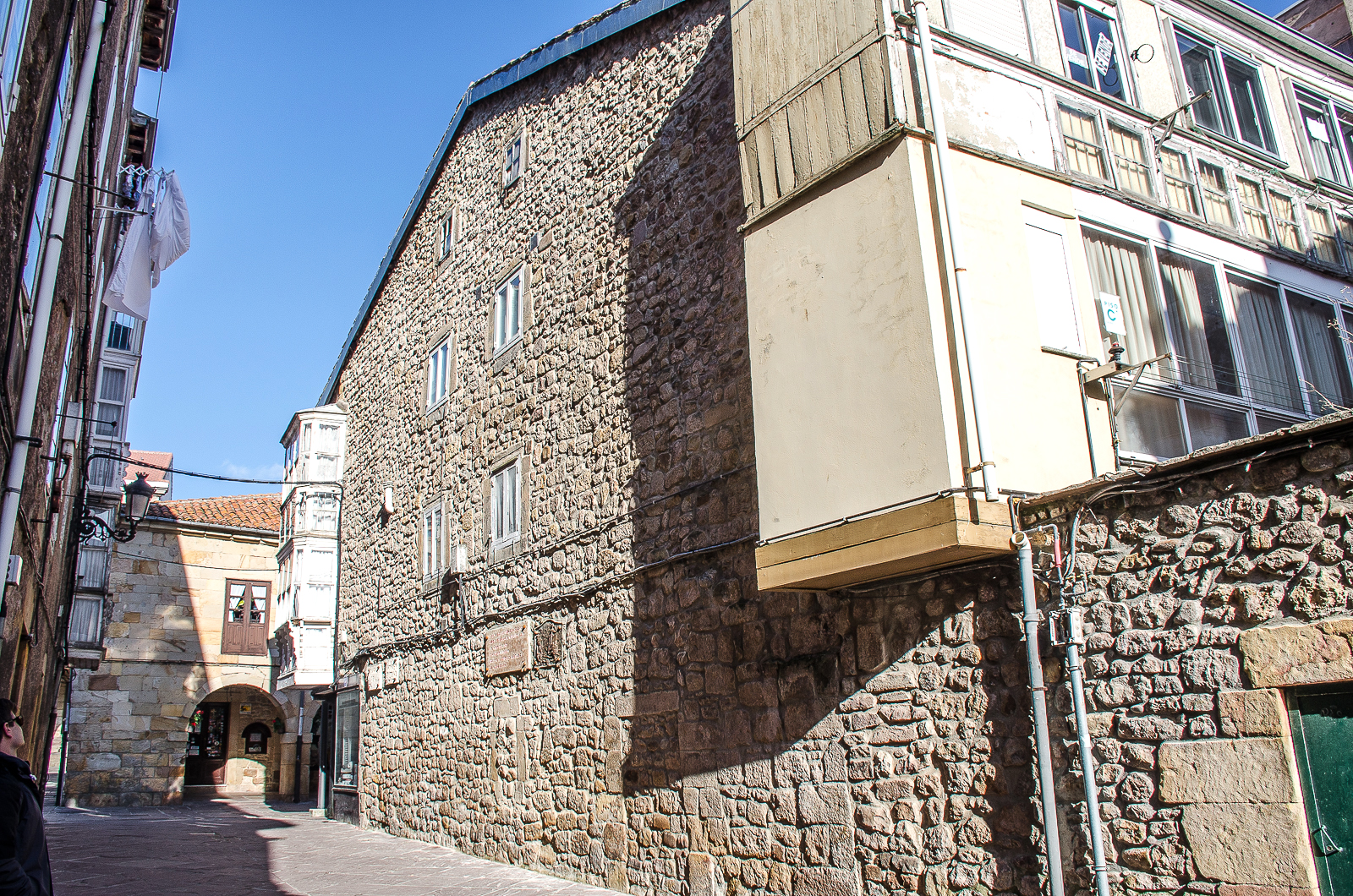
Casa natal de Juan Francisco Güemes en Reinosa

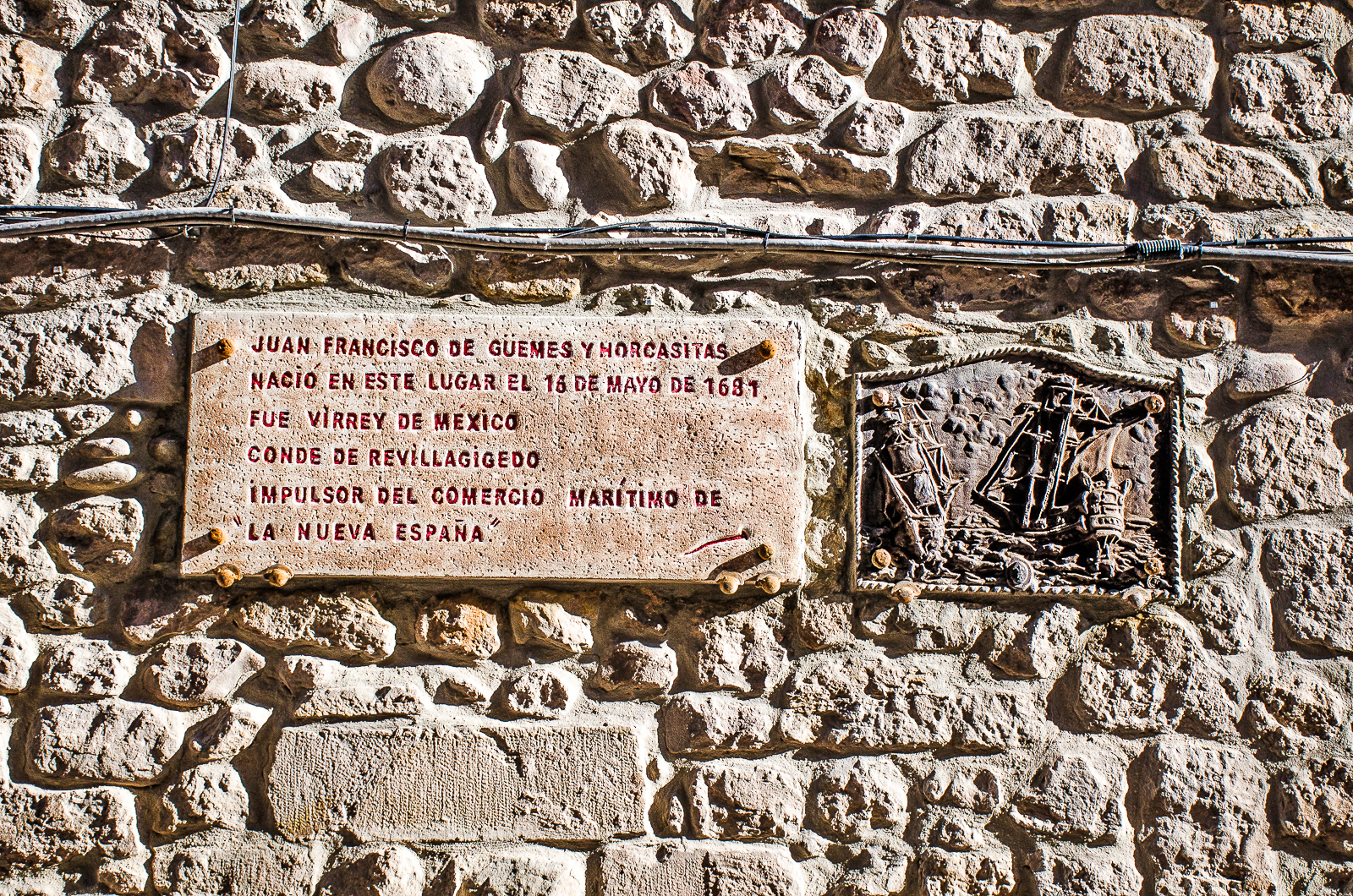
Placa informativa y bajorrelieve de motivo marítimo en su casa natal, en Reinosa

## Asuntos exteriores
España estaba de nuevo en guerra con Inglaterra (la llamada Guerra de Sucesión Austriaca), y las noticias que fueron recibidas en Ciudad de México fueron sobre una flota de 17 naves de línea y transporte había sido montada en Portsmouth bajo órdenes del almirante Richard Lestock, para una invasión a las posesiones españolas en América. La información no incluyó dónde se proponía el inglés iniciar con la invasión, así que el virrey trabajó para preparar a todas las provincias bajo su jurisdicción para repeler dicho ataque.
Una paz preliminar fue firmada el 30 de abril de 1748. España fue obligada a pagar sus deudas a Inglaterra, y esta, a su vez, a devolver las posesiones españolas que había capturado. En la Nueva España los costos militares disminuyeron repentinamente, y los ingresos fueron utilizados para los proyectos tales como la colonización de Nuevo Santander. 
Mientras que el virreinato mantenía buenas relaciones con Francia, el virrey previno con actitud vigilante usurpaciones francesas en el territorio. Se consolidaron las guarniciones en Tejas. En 1755 fundó un presidio en Horcasitas (Sonora) con el fin de controlar a los apaches.

## Regreso a España
Después de entregar el gobierno a su sucesor, Agustín de Ahumada y Villalón, Güemes y Horcasitas volvió a España, en donde le dieron el mando de Capitán General del ejército. Lo propusieron como Virrey del Nueva Granada y de Navarra; fue presidente del consejo de Castilla y presidente del Consejo de la Guerra.